# Ablazione
Ablazione è definito come il processo di rimozione di materiale dalla superficie di un oggetto mediante processi di vaporizzazione ed erosione. Il termine si trova spesso in fisica spaziale associato con il rientro in atmosfera, in glaciologia, in medicina e in protezione antincendio passiva.

## Glaciologia
In glaciologia, ablazione è utilizzato per definire la rimozione di ghiaccio o neve dalla superficie di una massa di ghiaccio all'interno del cosiddetto bacino di ablazione. Questo fenomeno è provocato principalmente per effetto dell'irraggiamento solare. L'ablazione si può riferire alla fusione o alla sublimazione del ghiaccio, e produce un assottigliamento del ghiaccio.
Depositi d'ablazione sono masse di detriti rocciosi lasciati dallo scioglimento superficiale del ghiacciaio.

## Genetica
L'ablazione genetica descrive un gene che è stato silenziato. Può essere usata allo scopo di condurre esperimenti nei quali gli scienziati hanno modo di osservare gli effetti del silenziamento genetico.